# Arichat-Ouest
 (janvier 2018).
Si vous disposez d'ouvrages ou d'articles de référence ou si vous connaissez des sites web de qualité traitant du thème abordé ici, merci de compléter l'article en donnant les références utiles à sa vérifiabilité et en les liant à la section « Notes et références ».
Arichat-Ouest est une communauté de l'Isle Madame qui fut appelée Petit-Arichat dans le passé. En 1866 le village changea de nom pour devenir Acadieville.
Arichat-Ouest fut une mission d'Arichat. Elle devint une paroisse en 1862. L'église de l'Immaculée-Conception brûla dans les années 1970 et fut reconstruite.